# Steve McConnell
Steven C. McConnell (1962) es autor de muchos libros de texto de ingeniería de software, incluyendo Code Complete (libro), Rapid Development, y Software Estimation. En 1998, McConnell fue nombrado como una de las tres personas más influyentes en la industria por la revista Software Development Magazine, junto con Bill Gates y Linus Torvalds.

### Libros
- Code Complete (1993) ISBN 1-55615-484-4. Second edition (2004) ISBN 0-7356-1967-0
- Rapid Development (1996) ISBN 0-07-285060-4
- Software Project Survival Guide (1998) ISBN 1-57231-621-7
- After the Gold Rush (1999) ISBN 0-7356-0877-6
- Professional Software Development: Shorter Schedules, Higher Quality Products, More Successful Projects, Enhanced Careers (2004) ISBN 0-321-19367-9
- Software Estimation: Demystifying the Black Art (2006) ISBN 0-7356-0535-1

### Publicaciones
- From the Editor columns en IEEE Software
- Best Practices columns en IEEE Software